# Mamagama
A Mamagama egy azeri alternatív rock együttes, amely 2021-ben alakult Bakuban. Ők képviselték Azerbajdzsánt a 2025-ös Eurovíziós Dalfesztiválon, Bázelben a Run with U című dalukkal.

## A név eredete
Az együttes elmondása szerint a Mamagama név a mama nyers, megállíthatatlan erejére utal – az élet forrására, a világot szükség esetén tápláló, teremtő erőre. Ehhez társul a gama, amely a hangok teljes spektrumát, a legmagasabb frekvenciákat és az időn és téren átívelő zenei skálákat jelképezi. E két elem egyesítéséből született meg a Mamagama, egy zenekar, amely saját meghatározása szerint olyan hangzással rendelkezik, amely egyszerre mély és ismerős, mint egy anya szívdobbanása, ugyanakkor határtalan és energiával teli, akár egy gammahullám.

## Történet
Az együttes minden tagja már a megalakulásuk előtt szerzett zenei tapasztalatot korábbi együttesekben.
2022-ben részt vettek a Kënga Magjike fesztiválon, amely az egyik legjelentősebb albán zenei fesztivál. Itt Dreamer című dalukkal elnyerték a "Legjobb nemzetközi előadó" kategória első díját. Az év végén felmerült, hogy a zenekar képviselheti Azerbajdzsánt a 2023-as Eurovíziós Dalfesztiválon, azonban az azeri állami műsorszolgáltató végül a TuralTuranX duót választotta a liverpooli versenyre.
2025. február 4-én az İTV bejelentette, hogy az együttes képviseli Azerbajdzsánt a 2025-ös Eurovíziós Dalfesztiválon Bázelben. Versenydalukat, a Run with U-t 2025. február 19-én mutatták be. A dalfesztivál május 13-án rendezett első elődöntőjében a tizenötödik, utolsó helyen végeztek, így nem jutottak tovább a döntőbe.

## Tagok
Jelenlegi
- Sefael "Asaf" Mishiyev – ének
- Bahruz "Huss" Efendiyev – gitár
- Allahverdi "Arif" Gumbetli – dob

Korábbi
- Roman Zilyanev – gitár
- Klim Gudin – dob

## Diszkográfia

### EP-k
- 37 (2025)

### Kislemezek
- My Medicine (2022)
- Sleep (2022)
- Dreamer (2022)
- River (2023)
- This Is for You (2023)
- Run with U (2025)

## Fordítás
- Ez a szócikk részben vagy egészben  a   Mamagama című német Wikipédia-szócikk fordításán alapul.  Az eredeti cikk szerkesztőit annak laptörténete sorolja fel. Ez a jelzés csupán a megfogalmazás eredetét és a szerzői jogokat jelzi, nem szolgál a cikkben szereplő információk forrásmegjelöléseként.